# El Castillo de Madroñiz
Das Castillo de Madroñíz (dt. Burg der Erdbeerbäume) erhebt sich langgestreckt über einem Hügel am Lauf des Río Zújar, in der Umgebung von El Viso und Belalcázar.
Von Belalcázar aus erreicht man es, wenn man die Straße de la Estación nimmt. Nach 12 km zweigt ein Weg ab, der zum Castillo führt. Er überquert in geringer Höhe das Flussbett und steigt dann halsbrecherisch an bis zur Festung.

## Geschichte
Das Castillo wurde von den Mauren im 11. oder 12. Jahrhundert auf den Grundmauern einer alten muslimischen Siedlung erbaut. Obwohl es ursprünglich ein militärisches Gebäude war, wurde es eher zu Wohnzwecken genutzt. Die Burg hatte große Bedeutung durch ihre Lage an der einzigen Straße nach Toledo. Sie gehörte zu einem Netzwerk von Grenzbefestigungen.
Nach der Reconquista wurde die Festung bekannt durch berühmte Männer wie Pay Arias de Castro und Martín Fernández de Córdoba, dann gehörte sie zur Familie der Casa de Aguilar, die viel Einfluss darauf verwendeten, ihre entvölkerten Gebiete wieder mit Leben zu füllen.
Später ging die Burg über in die Hände von Gonzalo Mejías, dem 7. Herren von Santa Eufemia, mit dessen Geschichte die Burg seither verbunden ist. Mejías hatte eine Erbin der La Guardia geheiratet und dadurch die Besitzungen verbunden. Über Jahrhunderte hinweg war die Marquesado de La guardia im Besitz der Burg und es wurde sogar eine Vereinbarung erwirkt, dass die Burg mit der Verwaltungseinheit Ayuntamiento de Cabeza del Buey und den an die Burg angrenzenden Ländereien zu Córdoba gehören sollte, anstatt zu Badajoz.

## Architektur
Im ummauerten Bezirk befindet sich ein hohler Turm sowie ein weiterer Festungsturm. Beide haben zylindrischen Grundriss. Im ersten Innenhof gibt es verschiedene Tore, die in die alten Stallungen führen. Heute sind sie zu einem mittelalterlich anmutenden Speisesaal umgewandelt. Die Decke dieses großen Saales wird durch ein Steingewölbe gebildet. Im zweiten Innenhof befindet sich der Wohnturm (el aljibe). Der torre del Homenaje weist mehrere Stockwerke auf.
An einem der Zimmer des ersten Geschosses gibt es eine Veranda mit einer Säule und einer Steinbank. An den Wänden und der Decke sind vier Schilde der Señores de Santa Eufemia, und ein Dintel de ataurique (Türbogen) offenbart toledanischen Einfluss. 

## Erhaltungszustand und Denkmalschutz
Ein früherer Besitzer, Carlos Montijano Carbonell, hat für die Befestigung der Mauern gesorgt und die Anlage bewohnbar gemacht. Heute wird sie nur monateweise von der Familie Fraga bewohnt. Die Asociación Amigos de los Castillos hat das Schloss für seinen Erhaltungszustand ausgezeichnet.
1993 nahm die Junta de Andalucía die Burg in das Patrimonio Histórico Español (Gesetz 16/1985, Nr. CO-CAS-016) auf.